# GEO

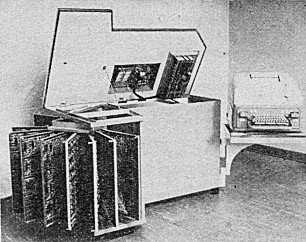
GEO-1

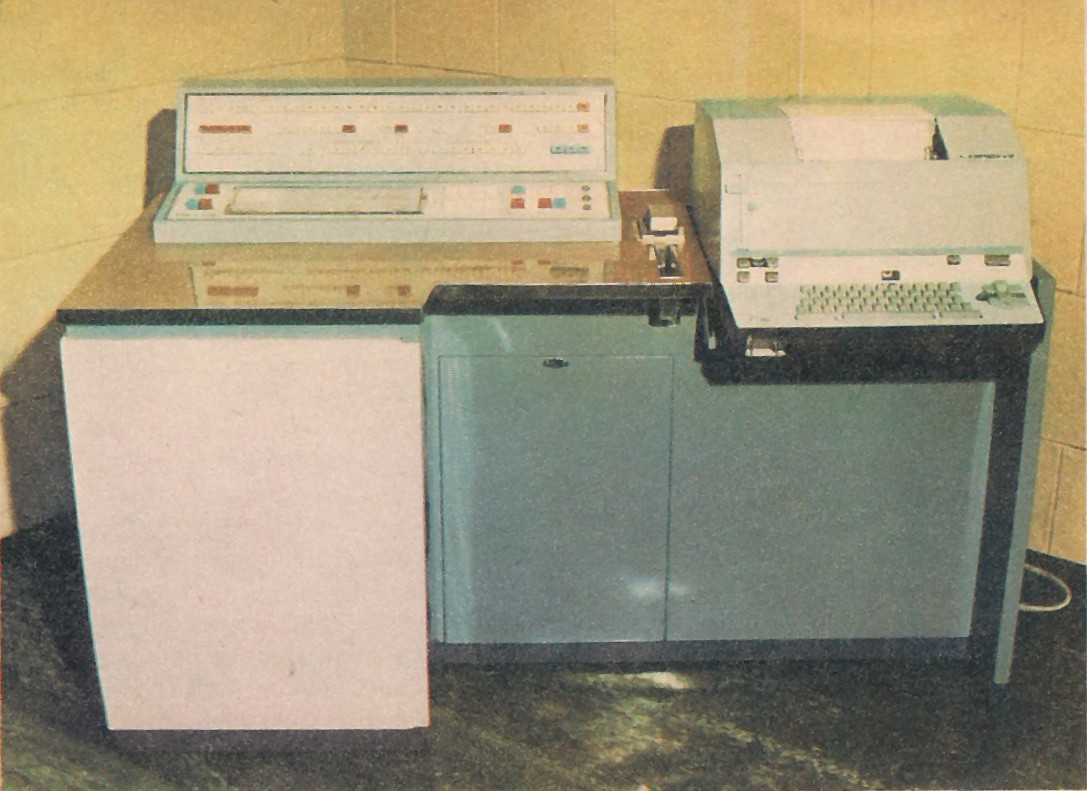
GEO-2

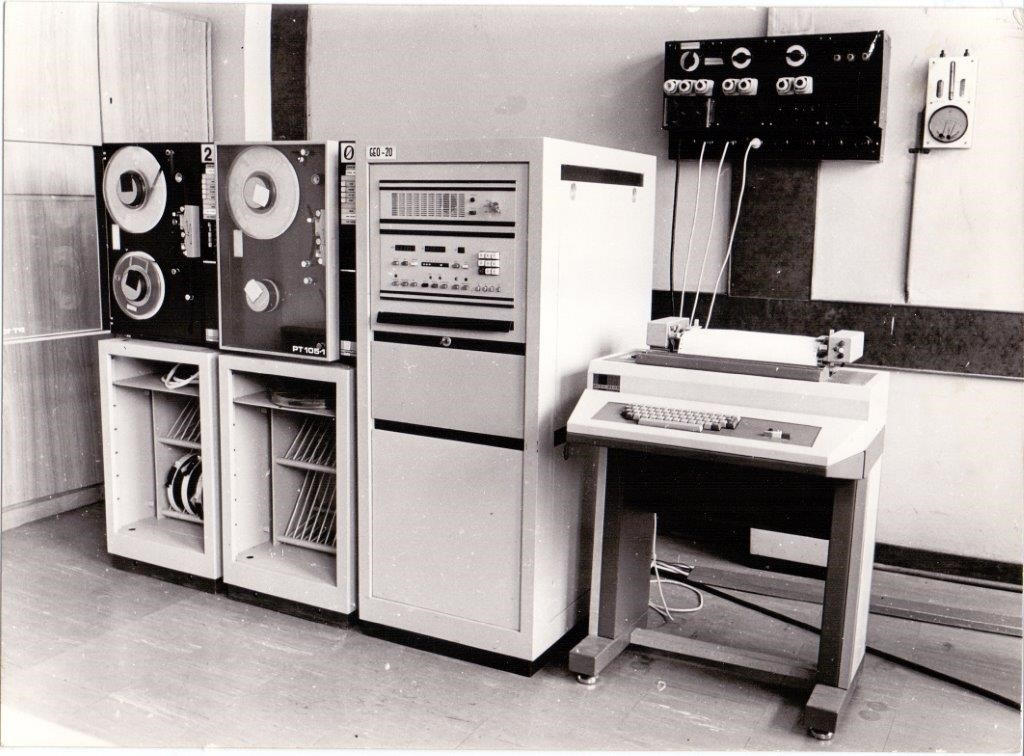
GEO-20

GEO – rodzina małych, specjalizowanych komputerów do obliczeń inżynierskich, pierwotnie geodezyjnych. Opracowana w Katedrze Budowy Maszyn Matematycznych Politechniki Warszawskiej przy współudziale Instytutu Geodezji i Kartografii.
Uniwersalne komputery XYZ i UMC-1 wykorzystywane były w geodezji do wyrównania państwowej sieci triangulacyjnej od 1960r., natomiast brakowało prostych, specjalizowanych komputerów dla przedsiębiorstw branżowych.

## Założenia
- prostota obsługi i konserwacji
- wysoka niezawodność i odporność na warunki eksploatacji (co najmniej kilkutygodniowy okres międzyawaryjny)
- programy w pamięci stałej
- niski koszt zakupu i eksploatacji w przedsiębiorstwach branżowych
- możliwość rozwiązywania złożonych zadań
- w geodezji używanych będzie 20-30 programów

W konstrukcji wykorzystano doświadczenie zdobyte przy budowie przeliczników ponieważ większość wymagań im odpowiadała.

## Modele[3]
| Model  | Lata    | Wyprodukowano      | Uwagi                                   |
| ------ | ------- | ------------------ | --------------------------------------- |
| GEO-1  | 1966-67 | 1                  | tranzystorowy prototyp                  |
| GEO-2  | 1968-70 | 11                 | produkowany seryjnie z poprawkami Geo-1 |
| GEO-20 | 1970-73 | 7                  | układy scalone TTL                      |
| GEO-3  | 1983-86 | 7 do 85r i 3 w 86r | mikrokomputer                           |

Łącznie w latach 1967-86 wyprodukowano prototyp i 28 komputerów seryjnych.